# Manuel Gusmão
Manuel Mendes Nobre de Gusmão (Évora, 11 de dezembro de 1945 – Lisboa, 9 de novembro de 2023) foi um poeta, ensaísta, tradutor e professor universitário catedrático português. Agraciado com a Medalha de Mérito Cultural do Governo Português em 2019. Foi deputado à Assembleia Constituinte da Terceira República Portuguesa.

## Biografia
Licenciou-se em Filologia Românica pela Faculdade de Letras da Universidade de Lisboa, com tese dedicada à poesia dramática de Fernando Pessoa. Doutorado, a sua tese incide sobre a Poética de Francis Ponge em 1987, autor de cujos poemas Manuel Gusmão é o tradutor para português.
Professor catedrático na Faculdade de Letras da Universidade de Lisboa, desenvolvendo trabalho nas áreas da literatura portuguesa, literatura francesa, e Teoria da Literatura. Foi membro da Associação Internacional de Literatura Comparada e fundador da Associação Portuguesa de Literatura Comparada. 

### Distinções
Vencedor, em 2004, do Prémio D. Diniz, da Fundação Casa de Mateus; do Prémio Vergílio Ferreira, atribuído pela Universidade de Évora (2005) e do Grande Prémio DST de Literatura (2009). Recebe em 2019 a Medalha de Mérito Cultural do Governo Português das mãos da Ministra da Cultura Graça Fonseca.

### Militância Política
Militante do Partido Comunista Português desde o tempo em que o partido estava na ilegalidade à qual tinha sido forçado pelo regime do Estado Novo, é escolhido por este partido para candidato a deputado à Assembleia Constituinte da Terceira República Portuguesa, lugar para o qual será eleito.

### Revista Literária
Pertenceu às redacções das revistas O Tempo e o Modo e Letras e Artes e foi colaborador permanente do Jornal Crítica, entre 1961 e 1971. Foi fundador das revistas Ariane (revue d’études littéraires françaises), que se publica desde 1982, e Dedalus, da Associação Portuguesa de Literatura Comparada, desde 1991. É coordenador editorial da revista Vértice desde 1988. Colaborador regular do suplemento Ípsilon do jornal Público.
Autor de ensaios e prefácios de obras de Fernando Pessoa, Gastão Cruz, Carlos de Oliveira, Herberto Helder, Sophia de Mello Breyner Andresen, Luiza Neto Jorge, Ruy Belo, Armando Silva Carvalho e Fernando Assis Pacheco, Almeida Faria, Maria Velho da Costa, Nuno Bragança, Maria Gabriela Llansol, Luís de Sousa Costa e José Saramago.

## Obras publicadas
Entre as suas obras encontram-se: 

### Ensaio e Antologia
- A Poesia de Carlos de Oliveira (1981)
- A Poesia de Alberto Caeiro (1986)

### Poesia
- Dois Sois, A Rosa - A Arquitectura do Mundo (1990/2001)
- Mapas: o Assombro e a Sombra (1996)
- Teatros do Tempo (1994-2000) (2001)
- Os Dias Levantados (2002) (libreto para ópera de António Pinho Vargas)
- Migrações do Fogo (2004)
- Mapas o Assombro a Sombra (2005)
- A Terceira Mão (2008)
- Pequeno Tratado das Figuras (2013)